# Mauvezin-sur-Gupie
Mauvezin-sur-Gupie è un comune francese di 491 abitanti situato nel dipartimento del Lot e Garonna nella regione della Nuova Aquitania.

## Società

### Evoluzione demografica
Abitanti censiti